# Elezioni politiche suppletive in Italia del 1999
Le elezioni politiche suppletive italiane del 1999 sono le elezioni tenute in Italia nel corso del 1999 per eleggere deputati o senatori dei collegi uninominali rimasti vacanti.

## Camera dei deputati

### Collegio Lombardia 2 - 24
Le elezioni politiche suppletive nel collegio elettorale di Brescia - Flero si sono tenute il 27 giugno 1999 per eleggere un deputato per il seggio lasciato vacante da Paolo Corsini (Democratici di Sinistra (DS), dimessosi il 14 aprile 1999. Il collegio è formato dal territorio di 4 comuni: Borgosatollo, parte di Brescia, Flero, San Zeno Naviglio.
| Partito                            | Partito                                                                                     | Candidato                          | Risultati 27 giugno 1999 | Risultati 27 giugno 1999 |
| Partito                            | Partito                                                                                     | Candidato                          | Voti                     | %                        |
| ---------------------------------- | ------------------------------------------------------------------------------------------- | ---------------------------------- | ------------------------ | ------------------------ |
|                                    | Centro sinistra                                                                             | Aldo Rebecchi                      | 18 270                   | 43,10                    |
|                                    | Polo per le Libertà                                                                         | Giacomo Bontempi                   | 15 412                   | 36,36                    |
|                                    | Lega Nord Libertà - Pensionati Padani - Imprenditori Padani - APCA Terra - Cattolici Padani | Battista Orizio                    | 7 581                    | 17,89                    |
|                                    | Italia Unita                                                                                | Alessandro Manzoni                 | 1 124                    | 2,65                     |
|                                    |                                                                                             |                                    |                          |                          |
| Iscritti                           | Iscritti                                                                                    | Iscritti                           | 97 826                   | 100,00                   |
| ↳ Votanti (% su iscritti)          | ↳ Votanti (% su iscritti)                                                                   | ↳ Votanti (% su iscritti)          | 45 064                   | 46,07                    |
| ↳ Voti validi (% su votanti)       | ↳ Voti validi (% su votanti)                                                                | ↳ Voti validi (% su votanti)       | 42 387                   | 94,06                    |
| ↳ Schede non valide (% su votanti) | ↳ Schede non valide (% su votanti)                                                          | ↳ Schede non valide (% su votanti) | 2 677                    | 5,94                     |
| ↳ Astenuti (% su iscritti)         | ↳ Astenuti (% su iscritti)                                                                  | ↳ Astenuti (% su iscritti)         | 52 762                   | 53,93                    |
|                                    |                                                                                             |                                    |                          |                          |
|                                    | Esito: collegio confermato a Centro sinistra                                                |                                    |                          |                          |

### Collegio Emilia Romagna - 12
Le elezioni politiche suppletive nel collegio elettorale di Bologna - Mazzini si sono tenute il 16 settembre 1999 per eleggere un deputato per il seggio lasciato vacante da Romano Prodi (I Dem), dimessosi il 14 aprile 1999. Il collegio è formato da parte del territorio di Bologna.
| Partito                            | Partito                                                           | Candidato                          | Risultati 27 giugno 1999 | Risultati 27 giugno 1999 |
| Partito                            | Partito                                                           | Candidato                          | Voti                     | %                        |
| ---------------------------------- | ----------------------------------------------------------------- | ---------------------------------- | ------------------------ | ------------------------ |
|                                    | L'Ulivo                                                           | Arturo Parisi                      | 31 043                   | 48,90                    |
|                                    | Forza Italia - Alleanza Nazionale - CCD - CDU - Governare Bologna | Sante Tura                         | 28 666                   | 45,16                    |
|                                    | Partito della Rifondazione Comunista                              | Tiziano Loreti                     | 2 854                    | 4,50                     |
|                                    | Lega Nord                                                         | Anna Banasiak                      | 732                      | 1,15                     |
|                                    | Italia unita dei liberaldemocratici                               | Marc Busin                         | 188                      | 0,30                     |
|                                    |                                                                   |                                    |                          |                          |
| Iscritti                           | Iscritti                                                          | Iscritti                           | 100 703                  | 100,00                   |
| ↳ Votanti (% su iscritti)          | ↳ Votanti (% su iscritti)                                         | ↳ Votanti (% su iscritti)          | 64 924                   | 64,47                    |
| ↳ Voti validi (% su votanti)       | ↳ Voti validi (% su votanti)                                      | ↳ Voti validi (% su votanti)       | 63 483                   | 97,78                    |
| ↳ Schede non valide (% su votanti) | ↳ Schede non valide (% su votanti)                                | ↳ Schede non valide (% su votanti) | 1 441                    | 2,22                     |
| ↳ Astenuti (% su iscritti)         | ↳ Astenuti (% su iscritti)                                        | ↳ Astenuti (% su iscritti)         | 35 779                   | 35,53                    |
|                                    |                                                                   |                                    |                          |                          |
|                                    | Esito: collegio confermato a L'Ulivo                              |                                    |                          |                          |

### Collegio Toscana - 8
Le elezioni politiche suppletive nel collegio elettorale di Bagno a Ripoli si sono tenute il 28 novembre 1999 per eleggere un deputato per il seggio lasciato vacante da Leonardo Domenici (DS), dimessosi il 10 settembre 1999. Il collegio è formato dal territorio di 10 comuni: Bagno a Ripoli, Barberino Val d'Elsa, Figline Valdarno, Greve in Chianti, Impruneta, Incisa in Val d'Arno, Reggello, Rignano sull'Arno, San Casciano in Val di Pesa e Tavarnelle Val di Pesa.
| Partito                            | Partito                                                      | Candidato                          | Risultati 28 novembre 1999 | Risultati 28 novembre 1999 |
| Partito                            | Partito                                                      | Candidato                          | Voti                       | %                          |
| ---------------------------------- | ------------------------------------------------------------ | ---------------------------------- | -------------------------- | -------------------------- |
|                                    | L'Ulivo il nuovo centrosinistra                              | Michele Ventura                    | 27 111                     | 56,80                      |
|                                    | Forza Italia - Alleanza Nazionale - CCD                      | Enrico Bosi                        | 14 121                     | 29,58                      |
|                                    | Partito della Rifondazione Comunista                         | Giovanni Barbagli                  | 5 729                      | 12,00                      |
|                                    | Lega Nord                                                    | Franca Vennarini                   | 771                        | 1,62                       |
|                                    |                                                              |                                    |                            |                            |
| Iscritti                           | Iscritti                                                     | Iscritti                           | 103 141                    | 100,00                     |
| ↳ Votanti (% su iscritti)          | ↳ Votanti (% su iscritti)                                    | ↳ Votanti (% su iscritti)          | 50 920                     | 49,37                      |
| ↳ Voti validi (% su votanti)       | ↳ Voti validi (% su votanti)                                 | ↳ Voti validi (% su votanti)       | 47 732                     | 93,74                      |
| ↳ Schede non valide (% su votanti) | ↳ Schede non valide (% su votanti)                           | ↳ Schede non valide (% su votanti) | 3 188                      | 6,26                       |
| ↳ Astenuti (% su iscritti)         | ↳ Astenuti (% su iscritti)                                   | ↳ Astenuti (% su iscritti)         | 52 221                     | 50,63                      |
|                                    |                                                              |                                    |                            |                            |
|                                    | Esito: collegio confermato a L'Ulivo il nuovo centrosinistra |                                    |                            |                            |

### Collegio Umbria - 6
Le elezioni politiche suppletive nel collegio elettorale di Terni si sono tenute il 27 giugno 1999 per eleggere un deputato per il seggio lasciato vacante da Paolo Raffaelli (DS), dimessosi il 10 settembre 1999. Il collegio è formato dal territorio di 6 comuni: Arrone, Ferentillo, Montefranco, Polino, Stroncone e Terni.
| Partito                            | Partito                                                      | Candidato                          | Risultati 27 giugno 1999 | Risultati 27 giugno 1999 |
| Partito                            | Partito                                                      | Candidato                          | Voti                     | %                        |
| ---------------------------------- | ------------------------------------------------------------ | ---------------------------------- | ------------------------ | ------------------------ |
|                                    | L'Ulivo il nuovo centrosinistra                              | Enrico Micheli                     | 27 576                   | 54,82                    |
|                                    | CCD - Forza Italia - Alleanza Nazionale                      | Enrico Melasecche Germini          | 18 519                   | 36,82                    |
|                                    | Partito della Rifondazione Comunista                         | Guido Botondi                      | 4 205                    | 8,36                     |
|                                    |                                                              |                                    |                          |                          |
| Iscritti                           | Iscritti                                                     | Iscritti                           | 102 579                  | 100,00                   |
| ↳ Votanti (% su iscritti)          | ↳ Votanti (% su iscritti)                                    | ↳ Votanti (% su iscritti)          | 53 186                   | 51,85                    |
| ↳ Voti validi (% su votanti)       | ↳ Voti validi (% su votanti)                                 | ↳ Voti validi (% su votanti)       | 50 300                   | 94,57                    |
| ↳ Schede non valide (% su votanti) | ↳ Schede non valide (% su votanti)                           | ↳ Schede non valide (% su votanti) | 2 886                    | 5,43                     |
| ↳ Astenuti (% su iscritti)         | ↳ Astenuti (% su iscritti)                                   | ↳ Astenuti (% su iscritti)         | 49 393                   | 48,15                    |
|                                    |                                                              |                                    |                          |                          |
|                                    | Esito: collegio confermato a L'Ulivo il nuovo centrosinistra |                                    |                          |                          |

### Collegio Puglia - 7
Le elezioni politiche suppletive nel collegio elettorale di Lecce si sono tenute il 27 giugno 1999 per eleggere un deputato per il seggio lasciato vacante da Adriana Poli Bortone (AN), dimessasi il 14 aprile 1999. Il collegio è formato dal territorio di 3 comuni: Lecce, San Cesario di Lecce e Surbo.
| Partito                            | Partito                                                | Candidato                          | Risultati 27 giugno 1999 | Risultati 27 giugno 1999 |
| Partito                            | Partito                                                | Candidato                          | Voti                     | %                        |
| ---------------------------------- | ------------------------------------------------------ | ---------------------------------- | ------------------------ | ------------------------ |
|                                    | L'Ulivo                                                | Cosimo Casilli                     | 24 054                   | 54,81                    |
|                                    | Polo per le Libertà                                    | Luigi Siciliano                    | 19 832                   | 45,19                    |
|                                    |                                                        |                                    |                          |                          |
| Iscritti                           | Iscritti                                               | Iscritti                           | 95 419                   | 100,00                   |
| ↳ Votanti (% su iscritti)          | ↳ Votanti (% su iscritti)                              | ↳ Votanti (% su iscritti)          | 47 521                   | 49,80                    |
| ↳ Voti validi (% su votanti)       | ↳ Voti validi (% su votanti)                           | ↳ Voti validi (% su votanti)       | 43 886                   | 92,35                    |
| ↳ Schede non valide (% su votanti) | ↳ Schede non valide (% su votanti)                     | ↳ Schede non valide (% su votanti) | 3 635                    | 7,65                     |
| ↳ Astenuti (% su iscritti)         | ↳ Astenuti (% su iscritti)                             | ↳ Astenuti (% su iscritti)         | 47 898                   | 50,20                    |
|                                    |                                                        |                                    |                          |                          |
|                                    | Esito: collegio passa da Polo per le Libertà a L'Ulivo |                                    |                          |                          |

### Collegio Puglia - 20
Le elezioni politiche suppletive nel collegio elettorale di Bari - Libertà - Marconi si sono tenute il 9 maggio 1999 per eleggere un deputato per il seggio lasciato vacante da Giuseppe Tatarella (AN), deceduto l'8 febbraio 1999. Il collegio è formato da parte del territorio di Bari (Libertà, Marconi, Murat, Picone, Poggiofranco e San Nicola).
| Partito                            | Partito | Candidato                          | Risultati 9 maggio 1999 | Risultati 9 maggio 1999 |
| Partito                            | Partito | Candidato                          | Voti                    | %                       |
| ---------------------------------- | --- | ---------------------------------- | ----------------------- | ----------------------- |
|                                    | Forza Italia - CCD-Dem. di centro - CDL-Puglia - Movimento pugliese/ Amb. club - MSI-AN                              | Salvatore Tatarella                | 24 759                  | 57,63                   |
|                                    | L'Ulivo - Alleanza per il governo                                                                                    | Alberto Tedesco                    | 16 007                  | 37,26                   |
|                                    | Movimento Meridionale Indipendente                                                                                   | Michele Diomede                    | 2 198                   | 5,12                    |
|                                    | |                                    |                         |                         |
| Iscritti                           | Iscritti | Iscritti                           | 107 529                 | 100,00                  |
| ↳ Votanti (% su iscritti)          | ↳ Votanti (% su iscritti)                                                                                            | ↳ Votanti (% su iscritti)          | 46 048                  | 42,82                   |
| ↳ Voti validi (% su votanti)       | ↳ Voti validi (% su votanti)                                                                                         | ↳ Voti validi (% su votanti)       | 42 964                  | 93,30                   |
| ↳ Schede non valide (% su votanti) | ↳ Schede non valide (% su votanti)                                                                                   | ↳ Schede non valide (% su votanti) | 3 084                   | 6,70                    |
| ↳ Astenuti (% su iscritti)         | ↳ Astenuti (% su iscritti)                                                                                           | ↳ Astenuti (% su iscritti)         | 61 481                  | 57,18                   |
|                                    | |                                    |                         |                         |
|                                    | Esito: collegio confermato a Forza Italia - CCD-Dem. di centro - CDL-Puglia - Movimento pugliese/ Amb. club - MSI-AN |                                    |                         |                         |

### Collegio Basilicata - 5
Le elezioni politiche suppletive nel collegio elettorale di Lauria si sono tenute il 28 novembre 1999 per eleggere un deputato per il seggio lasciato vacante da Gianni Pittella (DS), dimessosi il 23 settembre 1999. Il collegio è formato dal territorio di 37 comuni: Armento, Brienza, Calvello, Castelluccio Inferiore, Castelluccio Superiore, Castelsaraceno, Corleto Perticara, Episcopia, Gallicchio, Grumento Nova, Guardia Perticara, Lagonegro, Latronico, Laurenzana, Lauria, Maratea, Marsico Nuovo, Marsicovetere, Missanello, Moliterno, Montemurro, Nemoli, Paterno, Rivello, Roccanova, Rotonda, San Chirico Raparo, San Martino d'Agri, Sant'Arcangelo, Sarconi, Sasso di Castalda, Satriano di Lucania, Spinoso, Tramutola, Trecchina, Viggianello e Viggiano.
| Partito                            | Partito                                                      | Candidato                          | Risultati 28 novembre 1999 | Risultati 28 novembre 1999 |
| Partito                            | Partito                                                      | Candidato                          | Voti                       | %                          |
| ---------------------------------- | ------------------------------------------------------------ | ---------------------------------- | -------------------------- | -------------------------- |
|                                    | L'Ulivo il nuovo centrosinistra                              | Antonio Luongo                     | 25 752                     | 65,51                      |
|                                    | Forza Italia - Alleanza Nazionale - CCD                      | Francesco Sisinni                  | 13 556                     | 34,49                      |
|                                    |                                                              |                                    |                            |                            |
| Iscritti                           | Iscritti                                                     | Iscritti                           | 103 655                    | 100,00                     |
| ↳ Votanti (% su iscritti)          | ↳ Votanti (% su iscritti)                                    | ↳ Votanti (% su iscritti)          | 44 395                     | 42,83                      |
| ↳ Voti validi (% su votanti)       | ↳ Voti validi (% su votanti)                                 | ↳ Voti validi (% su votanti)       | 39 308                     | 88,54                      |
| ↳ Schede non valide (% su votanti) | ↳ Schede non valide (% su votanti)                           | ↳ Schede non valide (% su votanti) | 5 087                      | 11,46                      |
| ↳ Astenuti (% su iscritti)         | ↳ Astenuti (% su iscritti)                                   | ↳ Astenuti (% su iscritti)         | 59 260                     | 57,17                      |
|                                    |                                                              |                                    |                            |                            |
|                                    | Esito: collegio confermato a L'Ulivo il nuovo centrosinistra |                                    |                            |                            |

## Senato della Repubblica

### Collegio Veneto - 4
Le elezioni politiche suppletive nel collegio elettorale di Treviso si sono tenute il 9 maggio 1999 per eleggere un senatore per il seggio lasciato vacante da Michele Amorena (LN), deceduto il 16 febbraio 1999. Il collegio è formato dal territorio di 20 comuni: Carbonera, Casier, Castelfranco Veneto, Castello di Godego, Istrana, Loria, Morgano, Paese, Ponzano Veneto, Povegliano, Preganziol, Quinto di Treviso, Resana, Riese Pio X, Roncade, Silea, Treviso, Vedelago, Villorba e Zero Branco.
| Partito                            | Partito                                | Candidato                          | Risultati 9 maggio 1999 | Risultati 9 maggio 1999 |
| Partito                            | Partito                                | Candidato                          | Voti                    | %                       |
| ---------------------------------- | -------------------------------------- | ---------------------------------- | ----------------------- | ----------------------- |
|                                    | Lega Nord                              | Piergiorgio Stiffoni               | 27 964                  | 32,96                   |
|                                    | Il Polo                                | Lucio Pasqualetti                  | 23 510                  | 27,71                   |
|                                    | L'Ulivo                                | Sergio Casotto                     | 21 230                  | 25,03                   |
|                                    | Liga Repubblica Veneta                 | Flavio Contin                      | 7 321                   | 8,63                    |
|                                    | Lega delle Regioni                     | Pietro Dogà                        | 4 806                   | 5,67                    |
|                                    |                                        |                                    |                         |                         |
| Iscritti                           | Iscritti                               | Iscritti                           | 196 271                 | 100,00                  |
| ↳ Votanti (% su iscritti)          | ↳ Votanti (% su iscritti)              | ↳ Votanti (% su iscritti)          | 89 265                  | 45,48                   |
| ↳ Voti validi (% su votanti)       | ↳ Voti validi (% su votanti)           | ↳ Voti validi (% su votanti)       | 84 831                  | 95,03                   |
| ↳ Schede non valide (% su votanti) | ↳ Schede non valide (% su votanti)     | ↳ Schede non valide (% su votanti) | 4 434                   | 4,97                    |
| ↳ Astenuti (% su iscritti)         | ↳ Astenuti (% su iscritti)             | ↳ Astenuti (% su iscritti)         | 107 006                 | 54,52                   |
|                                    |                                        |                                    |                         |                         |
|                                    | Esito: collegio confermato a Lega Nord |                                    |                         |                         |

### Collegio Emilia-Romagna - 1
Le elezioni politiche suppletive nel collegio elettorale di Forlì si sono tenute il 9 maggio 1999 per eleggere un senatore per il seggio lasciato vacante da Libero Gualtieri (DS), deceduto il 15 febbraio 1999. Il collegio è formato dal territorio di 15 comuni: Bagnacavallo, Bagnara di Romagna, Brisighella, Casola Valsenio, Castel Bolognese, Cotignola, Faenza, Forlì, Fusignano, Lugo, Massa Lombarda, Riolo Terme, Russi, Sant'Agata sul Santerno, Solarolo.
| Partito                            | Partito                                 | Candidato                          | Risultati 9 maggio 1999 | Risultati 9 maggio 1999 |
| Partito                            | Partito                                 | Candidato                          | Voti                    | %                       |
| ---------------------------------- | --------------------------------------- | ---------------------------------- | ----------------------- | ----------------------- |
|                                    | L'Ulivo                                 | Andrea Manzella                    | 69 824                  | 62,91                   |
|                                    | Forza Italia - Alleanza Nazionale - CCD | Rodolfo Ridolfi                    | 34 380                  | 30,98                   |
|                                    | Lega Nord                               | Mauro Monti                        | 6 786                   | 6,11                    |
|                                    |                                         |                                    |                         |                         |
| Iscritti                           | Iscritti                                | Iscritti                           | 218 923                 | 100,00                  |
| ↳ Votanti (% su iscritti)          | ↳ Votanti (% su iscritti)               | ↳ Votanti (% su iscritti)          | 117 507                 | 53,68                   |
| ↳ Voti validi (% su votanti)       | ↳ Voti validi (% su votanti)            | ↳ Voti validi (% su votanti)       | 110 990                 | 94,45                   |
| ↳ Schede non valide (% su votanti) | ↳ Schede non valide (% su votanti)      | ↳ Schede non valide (% su votanti) | 6 517                   | 5,55                    |
| ↳ Astenuti (% su iscritti)         | ↳ Astenuti (% su iscritti)              | ↳ Astenuti (% su iscritti)         | 101 416                 | 46,32                   |
|                                    |                                         |                                    |                         |                         |
|                                    | Esito: collegio confermato a L'Ulivo    |                                    |                         |                         |

### Collegio Marche - 6
Le elezioni politiche suppletive nel collegio elettorale di Pesaro si sono tenute il 28 novembre 1999 per eleggere un senatore per il seggio lasciato vacante da Palmiro Ucchielli (DS), dimessosi il 5 ottobre 1999. Il collegio è formato dal territorio di 50 comuni: Acqualagna, Apecchio, Auditore, Belforte all'Isauro, Borgo Pace, Cagli, Cantiano, Carpegna, Casteldelci, Colbordolo, Fermignano, Fratte Rosa, Frontino, Frontone, Gabicce Mare, Gradara, Lunano, Macerata Feltria, Maiolo, Mercatello sul Metauro, Mercatino Conca, Mombaroccio, Monte Cerignone, Monte Grimano, Montecalvo in Foglia, Monteciccardo, Montecopiolo, Montelabbate, Novafeltria, Peglio, Pennabilli, Pergola, Pesaro, Petriano, Piandimeleto, Pietrarubbia, Piobbico, San Leo, San Lorenzo in Campo, Sant'Agata Feltria, Sant'Angelo in Lizzola, Sant'Angelo in Vado, Sassocorvaro, Sassofeltrio, Serra Sant'Abbondio, Talamello, Tavoleto, Tavullia, Urbania e Urbino.
| Partito                            | Partito                              | Candidato                          | Risultati 28 novembre 1999 | Risultati 28 novembre 1999 |
| Partito                            | Partito                              | Candidato                          | Voti                       | %                          |
| ---------------------------------- | ------------------------------------ | ---------------------------------- | -------------------------- | -------------------------- |
|                                    | L'Ulivo                              | Giuseppe Mascioni                  | 41 178                     | 49,11                      |
|                                    | Polo per le Libertà                  | Claudio Cicoli                     | 30 708                     | 36,62                      |
|                                    | Partito della Rifondazione Comunista | Maria Cristina Cecchini            | 11 959                     | 14,26                      |
|                                    |                                      |                                    |                            |                            |
| Iscritti                           | Iscritti                             | Iscritti                           | 184 718                    | 100,00                     |
| ↳ Votanti (% su iscritti)          | ↳ Votanti (% su iscritti)            | ↳ Votanti (% su iscritti)          | 88 760                     | 48,05                      |
| ↳ Voti validi (% su votanti)       | ↳ Voti validi (% su votanti)         | ↳ Voti validi (% su votanti)       | 83 845                     | 94,46                      |
| ↳ Schede non valide (% su votanti) | ↳ Schede non valide (% su votanti)   | ↳ Schede non valide (% su votanti) | 4 915                      | 5,54                       |
| ↳ Astenuti (% su iscritti)         | ↳ Astenuti (% su iscritti)           | ↳ Astenuti (% su iscritti)         | 95 958                     | 51,95                      |
|                                    |                                      |                                    |                            |                            |
|                                    | Esito: collegio confermato a L'Ulivo |                                    |                            |                            |

### Collegio Puglia - 7
Le elezioni politiche suppletive nel collegio elettorale di Lecce si sono tenute il 27 giugno 1999 per eleggere un senatore per il seggio lasciato vacante da Antonio Lisi (AN), deceduto il 20 aprile 1999. Il collegio è formato dal territorio di 18 comuni: Arnesano, Campi Salentina, Carmiano, Cavallino, Guagnano, Lecce, Lequile, Lizzanello, Monteroni di Lecce, Novoli, Salice Salentino, San Cesario di Lecce, San Donato di Lecce, San Pietro in Lama, Squinzano, Surbo, Trepuzzi, Veglie.
| Partito                            | Partito                                               | Candidato                          | Risultati 9 maggio 1999 | Risultati 9 maggio 1999 |
| Partito                            | Partito                                               | Candidato                          | Voti                    | %                       |
| ---------------------------------- | ----------------------------------------------------- | ---------------------------------- | ----------------------- | ----------------------- |
|                                    | L'Ulivo                                               | Alberto Maritati                   | 47 929                  | 53,77                   |
|                                    | Polo per le Libertà                                   | Fabrizio Camilli                   | 41 207                  | 46,23                   |
|                                    |                                                       |                                    |                         |                         |
| Iscritti                           | Iscritti                                              | Iscritti                           | 189 390                 | 100,00                  |
| ↳ Votanti (% su iscritti)          | ↳ Votanti (% su iscritti)                             | ↳ Votanti (% su iscritti)          | 94 891                  | 50,10                   |
| ↳ Voti validi (% su votanti)       | ↳ Voti validi (% su votanti)                          | ↳ Voti validi (% su votanti)       | 89 136                  | 93,94                   |
| ↳ Schede non valide (% su votanti) | ↳ Schede non valide (% su votanti)                    | ↳ Schede non valide (% su votanti) | 5 755                   | 6,06                    |
| ↳ Astenuti (% su iscritti)         | ↳ Astenuti (% su iscritti)                            | ↳ Astenuti (% su iscritti)         | 94 499                  | 49,90                   |
|                                    |                                                       |                                    |                         |                         |
|                                    | Esito: collegio passa da Polo delle Libertà a L'Ulivo |                                    |                         |                         |

## Riepilogo
| Data        | Camera                  | Circoscrizione | Collegio                      | Partito | Partito | Parlamentare uscente | Partito | Partito | Parlamentare eletto  |
| ----------- | ----------------------- | -------------- | ----------------------------- | ------- | ------- | -------------------- | ------- | ------- | -------------------- |
| 9 maggio    | Senato della Repubblica | Veneto         | 4 (Treviso)                   |         | LN      | Michele Amorena      |         | LN      | Piergiorgio Stiffoni |
| 9 maggio    | Senato della Repubblica | Emilia-Romagna | 1 (Forlì)                     |         | DS      | Libero Gualtieri     |         | DS      | Andrea Manzella      |
| 9 maggio    | Camera dei deputati     | Puglia         | 20 (Bari - Libertà - Marconi) |         | AN      | Giuseppe Tatarella   |         | AN      | Salvatore Tatarella  |
| 27 giugno   | Camera dei Deputati     | Lombardia 2    | 24 (Brescia - Flero)          |         | DS      | Paolo Corsini        |         | DS      | Aldo Rebecchi        |
| 27 giugno   | Camera dei Deputati     | Puglia         | 20 (Lecce)                    |         | AN      | Adriana Poli Bortone |         | PPI     | Cosimo Casilli       |
| 27 giugno   | Senato della Repubblica | Puglia         | 7 (Lecce)                     |         | AN      | Antonio Lisi         |         | DS      | Alberto Maritati     |
| 28 novembre | Camera dei Deputati     | Emilia Romagna | 12 (Bologna - Mazzini)        |         | I Dem   | Romano Prodi         |         | I Dem   | Arturo Parisi        |
| 28 novembre | Camera dei Deputati     | Toscana        | 8 (Bagno a Ripoli)            |         | DS      | Leonardo Domenici    |         | DS      | Michele Ventura      |
| 28 novembre | Senato della Repubblica | Marche         | 6 (Pesaro)                    |         | DS      | Palmiro Ucchielli    |         | DS      | Giuseppe Mascioni    |
| 28 novembre | Camera dei Deputati     | Umbria         | 6 (Terni)                     |         | DS      | Paolo Raffaelli      |         | I Dem   | Enrico Micheli       |
| 28 novembre | Camera dei Deputati     | Basilicata     | 5 (Lauria)                    |         | DS      | Gianni Pittella      |         | DS      | Antonio Luongo       |